# Lackpion
Lackpion (Paeonia obovata) är en art i familjen pionväxter som förekommer naturligt i nordöstra Asien och Japan. Arten kan odlas som trädgårdsväxt i Sverige. Arten är mycket mångformig och vitblommande exemplar från Japan har tidigare urskiljts som en egen art, Paeonia japonica.

## Underarter
Arten delas in i två underarter:
- subsp. obovata - är vanligen diploid och utbredd i de norra, östra och södra delarna av utbredningsområdet. Bladen är sparsamt ludna eller kala på bladundersidorna.

- subsp. willmottiae - är vanligen tetraploid och begränsad till de västra delarna av utbredningsområdet. Den har tätt ludna bladundersidor.

## Synonymer
subsp obovata
- Paeonia japonica (Makino) Miyabe & Takeda

- Paeonia japonica f. pilosa (Nakai) W.Lee

- Paeonia japonica var. pilosa Nakai

- Peonia obovata f. albiflora M.Mizush. ex T.Shimizu

- Paeonia obovata f. oreogeton (S. Moore) Kitagawa

- Paeonia obovata subsp. japonica (Makino) J.J. Halda

- Paeonia japonica var. pilosa Nakai

- Paeonia obovata var. alba Saunders

- Paeonia obovala var. amurensis Schipczinsky

- Paeonia obovata var. australis Schipczinsky

- Paeonia obovata var. glabra Makino

- Paeonia obovata var. japonica Makino

- Paeonia obovata var. typica Makino

- Paeonia oreogeton S. Moore

- Paeonia vernalis Mandl

subsp. willmottiae (Stapf) D. Y. Hong et K. Y. Pan
- Paeonia willmottiae Stapf

- Paeonia obovata var. willmottiae (Stapf) F. C. Stern